# Pracownik seksualny
Pracownik seksualny (ang. sex worker) – osoba świadcząca usługi seksualne lub pracująca w przemyśle erotycznym.

## Etymologia
Termin sex worker został utworzony w roku 1978 przez aktywistkę ruchu pracowników seksualnych Carol Leigh. Używanie go spopularyzowało się po opublikowaniu antologii Sex Work: Writings By Women In The Sex Industry w 1987 roku, pod redakcją Frédérique Delacoste i Priscilli Alexander. Od tego czasu termin ten zaczął być powszechnie stosowany, również w publikacjach naukowych, przez organizacje pozarządowe i związki zawodowe, a także przez agencje rządowe i międzyrządowe, takie jak Światowa Organizacja Zdrowia i UNAIDS.
Termin ten jednak budzi sprzeciwy wśród osób i organizacji, które z powodów moralnych zajęć takich jak prostytucja nie uważają za pracę. Wśród przeciwników tego terminu są zarówno prawicowi konserwatyści jak i - coraz częściej - środowiska lewicowe i feministyczne, które prostytucję postrzegają jako przemoc wobec kobiet.

### Historia użycia terminu

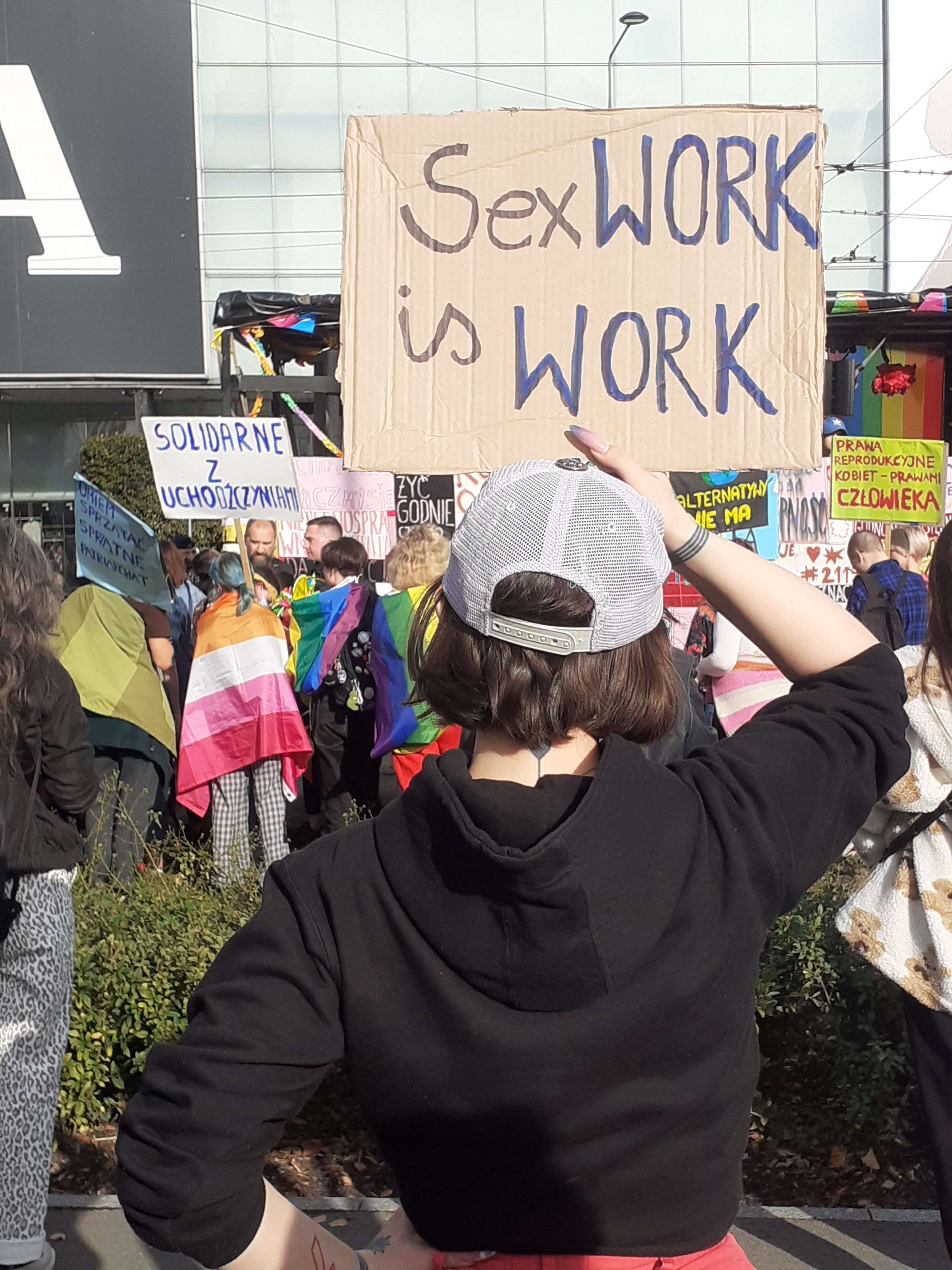
Hasło o sex worku niesione na warszawskiej manifie w 2023.

W chwili obecnej (marzec 2013) wyszukiwarka WHO podaje już ponad 10 razy częstsze użycie terminu sex worker od terminu prostitute. Wśród zarejestrowanych opracowań, jest to obecnie 33710 wobec 2730 przykładów. Jednak wyszukiwarka Google, która przeszukując internet nie ogranicza zakresu poszukiwania do prasy specjalistycznej, podaje w grudniu 2019 ponad dziesięciokrotnie częstsze użycie słowa prostitute od terminu sex worker. W tym samym czasie wyszukiwanie Google w języku polskim daje prawie stukrotnie częstsze użycie słowa prostytutka od terminu pracownik seksualny.
Użycie neutralnej terminologii jest elementem obecnej strategii WHO w walce z AIDS, którego liczba ofiar zbliża się już do liczby ofiar pierwszej wojny światowej. Z drugiej strony, niektóre wcześniejsze opracowania cytowane przez WHO podkreślały wpływ dobrego kontaktu ze środowiskiem z „branży” na skuteczność edukacji w zapobieganiu zakażeniom wirusem HIV. Jednym z elementów tego dobrego kontaktu było stosowanie lokalnych określeń dla prostytucji, w tym określeń slangowych.